# Афрички национални конгрес
Афрички национални конгрес (енгл. African National Congress, ANC) је владајућа политичка партија у Јужноафричкој Републици од 1994. године, у коалицији са Конгресом јужноафричких синдиката и Јужноафричком комунистичком партијом. АНК је основан 1912. године под именом Јужноафрички домородачки национални конгрес (САННЦ), а данашње име добио је 1923. године.

## Историја

### Оснивање и формирање масовног покрета
Оснивање Јуноафричког домородачког националног конгреса био је одговор на провођење неправде против црних Јужноафриканаца, коју је спроводила тадашња влада. САННЦ је имала своје корене у изреци Пикслија ка Исака Семе који је 1911. рекао: Заборавите све прошле разлике између Африканаца и уједините се у једну националну организацију. САННЦ је основан 8. јануара 1912. године.
Влада новоформиране Уније Јужне Африке почела је систематско угњетавање црних људи у Јужној Африци. Земљишни закон из 1913. године присилио је многе црнце да оду са својих имања у градове и да тамо раде, као и да се ограничи њихово кретање по Јужној Африци.
САННЦ је водио активну кампању до 1919, али је средином 1920-их опала његова активност. За то време, црнце су почели да представљају и Индустријски и трговински раднички синдикати и Комунистичка партија. Маја 1923. године, организација је преименована у Афрички национални конгрес. Године 1929, АНК је дао подршку штрајку милитантних рудара.
Године 1927, Џосаја Гуменде, председник АНК-а, предложио сарадњу са комунистима у покушају да ревитализује организацију, али је уклоњен са места председника 1930. године. То је довело до тога да је АНК постао у великој мери неефикасан и неактиван све до средине 1940-их, када је био преуређен као масовни покрет.
АНК је одговарао насилно на нападе на права црних Јужноафриканаца, те је позивао на штрајкове, бојкоте и отпор. То је довело до касније Кампање пркоса 1950-их, масовног покрета отпора апартхејду. Влада је покушала да заустави АНК затварањем страначких лидера и доношењем нових закона да се заустави АНК, али су се те мере углавном показале неучинковитима.
Године 1955, Конгрес народа званично је усвојио Повељу слободе, наводећи основна стајалишта јужноафричког Конгресног савеза, чији су чланови били Афрички национални конгрес и њенгови савезници Јужноафричка комунистичка партија, Јужноафрички индијски конгрес, Јужноафрички конгрес демократа и Конгрес обојеног народа. Влада је тврдила да је то комунистички документ, након чега су лидери АНК-а и Конгреса народа убрзо били ухапшени.

### Панафрички конгрес и забрана деловања 1960.
Неки чланови су АНК-а сматрали су да су АНК-ове акције одвише мирне. Они су 1959. године формирали Панафрички конгрес (ПАК). За разлику од АНК-а, ПАК одбацио отворен став према свим расама. Он се позиционирао као чисто црначка организација и одбио сваку сарадњу са белцима.
Демонстрације у организацији ПАК-а у месту Шарпвилу завршиле су масакром над 69 демонстраната од стране полиције. Овај догађај, познат као Шарпвилски масакр, изазвао је немире широм државе, које је влада Јужне Африке оштро сузбијала. Око 20.000 демонстраната било је ухапшено. Дана 8. априла 1960, АНК и ПАК су на основу Акта о незаконитим организацијама (Акт бр. 34/1960) стављени ван закона. Влада је на тај начин спречила све легалне активности ових организација.

### Илегално деловање (1961 — 1990)
Након забране легалног деловања, АНК је, под вођством Оливера Тамба, покрено формирање политичких структура и одржавање војних обука у иностранству. Први војна обука извршена је у Кини. Од 1962. године, АНК је држао камп за војну обуку у Мароку.
Године 1961, водећи чланови АНК-а одлучили су на тајном састанку са представницима Јужноафричке комунистичке партије у Дурбану, да се оснује оружано крило. Нелсон Мандела основао је ову организацију под називом Умхонто ве Сизве (Копље нације), чији је први камп за обуку основан код места Конгва у тадашњој Тангањики. АНК је тада деловао у илегали у Јужној Африци. Умхонто ве Сизве је наредних година проводио саботаже на инфраструктури (као што су струја и телекомуникације), војним инсталацијама и полицијским станицама. Обуку њених војника је проводили су кубански и совјетски војници у осталим афричким земљама. Изабрани команданти и функционери били су обучавани у Москви.
Водећи активисте АНК-а, попут Нелсона Манделе, Валтера Сисулуа и Гована Мбекија, су на тзв. Ривонијском процесу били осуђени на доживотну робију 1964. године. Суд их је оптужио за учешће у свим саботажама. Влада је ангажовала агенте да спречавају деловање активиста-бораца за људска права и присталица АНК-а, од којих су многи од њих ухапшени. Њихово кретање било је дозвољено само унутар одређене територије, како би били изоловани социјално и професионално. Јужноафричка влада покушала је на темељу Парламентарне комисије унутрашње безбедности да што је више могуће контролише активности опозиције у земљи и суседним државама. Руководство АНК-а под Оливером Тамбом живело је у егзилу у Лондону, где је тада уједно било и седиште организације. Танзанија је служила као база за многе операције АНК-а.
Многи политичари АНК-а били су обучавани на Универзитету Форт Хер. Са повећањем државне репресије, на темељу Закона унутрашње безбедности из 1976, АНК је у Танзанији основао образовне установе, које су биле ван контроле система апартхејда у Јужноафричкој Републици. Деловање Слободног колеџа омогућило је независно образовање за чланове АНК-а, те остале активисте и њихову децу, док су образовну функцију вршили међународни кадрови. Факултет је деловао од 1978. до 1992. године.
Совето устанак 1976. године и појава Покрета црначке свесности наредне године, променили су ситуацију у Јужној Африци. АНК је деловао у илегали и био је одговоран за бројне чинове насиља, али и за ненасилне бојкоте и штрајкове, тако да је на крају било проглашено ванредно стање. Улогу ванпарламентарне опозиције преузео је Уједињени демократски фронт (УДФ), који је био близак АНК-у, али је себе видео више као савез свих противника апартхејда у Јужноафричкој Републици.

## Деловање после краја апартхејда
У другој половини 1980-их, одржавани су тајне разговоре између јужноафричке владе и представника АНК-а. Нелсону Мандели било је понуђено да напусти затвор ако би се АНК убудуће уздржао од насиља. Мандела је одбацио такве услове, све док не дође до промена у систему. Новоизабрани председник Фредерик Вилем де Клерк је, 2. фебруара 1990. године, укинуо забрану деловања АНК-а и осталих организација које су деловале против апартхејда. Девет дана касније, Мандела је пуштен из затвора без услова. Руководство АНК-а, укључујући Оливера Тамба, вратило се из егзила. Након тога су били покренути преговори између владе, АНК-а и других група са циљем укидања апартхејда и усвајања новог привременог устава. Дана 10. априла 1993, бели политичар починио је атентат и убио високог званичника АНК-а, Криса Ханија. Упркос високој напетости, Мандела је успео да настави преговарачки процес. Де Клерк и Мандела су 1993. добили Нобелову награду за мир за улогу у преговарачком процесу.
На првим слободни изборима у Јужној Африци одржанима 1994, АНК је освојио око 63% гласова. Нелсон Мандела је касније био изабран за првог црног председника Јужне Африке. Војно Крило АНК-а било је инкорпорисано у регуларне Јужноафричке одбрамбене снаге, а нови чланови јужноафричког министарства одбране постала су два ветерана из Умхонто ве Сизвеа. Џо Модисе постао је први црни јужноафрички министар одбране, а Рони Касрилс његов заменик. АНК је тада формирао тзв. Тројни савез са Јужноафричком комунистичком партијом и Конгресом јужноафричких синдиката.
Мандела је вршио функцију председника до 1999. године. Водећи кандидат на изборима 1999. био је његов бивши заменик, Табо Мбеки. АНК је освојио 66% гласова на парламентарним изборима 2004. године. Мбеки је био принуђен да поднесе оставку, а заменио га је Кгалема Мотланте.
Током 2008. године, део чланова критиковао је политику руководства АНК-а, тако да су се отцепили и формирали странку Конгрес народа (ЦОПЕ). Као разлоге за отцепљење навели су корупцију и околности око развлашћивања Мбекија. Вођство над ЦОПЕ-ом преузео је бивши министар одбране, Мосиуоа Лекота. ЦОПЕ је на парламентарним изборима 2009. постао трећа најјача партија са 30 посланичких места. АНК је са својим председником Џејкобом Зумом победио са скоро 66% освојених гласова. По први пут су припадници народа Зулу успоставили доминацију у АНК-у и влади, после дугог периода доминације народа Коса.
АНК је члан Социјалистичке интернационале, светског удружења социјалистичких и социјалдемократских партија.

## Изборни резултати
Афрички национални конгрес је на последњим изборима 2019. године освојио 57,50% гласова и натполовичну већину мандата у парламенту, а за њега је гласало 10.026.475 становника.
| Избори | Гласова     | %     | Мандата |
| ------ | ----------- | ----- | ------- |
| 2019.  | 10.026.475  | 57,50 | 230     |
| 2014.  | 11.436.921. | 62.15 | 249     |
| 2009.  | 11.650.748  | 65.90 | 264     |
| 2004.  | 10.880.915  | 69.69 | 279     |
| 1999.  | 10.601.330  | 66.35 | 266     |
| 1994.  | 12.237.655  | 62.65 | 252     |

## Председници партије
- Џон Лангалибеле Дубе (1912 — 1917)
- Сефако Мапого Макгато (1917 — 1924)
- Захаријас Ричард Махабане (1924 — 1927)
- Џосаја Цхангана Гуменде (1927 — 1930)
- Пиксли ка Исака Семе (1930 — 1936)
- Захаријас Ричард Махабане (1937 — 1940)
- Алфред Битини Зума (1940 — 1949)
- Џејмс Морока (1949 — 1952)
- Алберт Лутули (1952 — 1967)
- Оливер Тамбо (1967 — 1991)
- Нелсон Мандела (1991 — 1997)
- Табо Мбеки (1997 — 2007)
- Џејкоб Зума (2007 — 2017)
- Сирил Рамафоса (2017)